# Горячева, Анна Павловна
Анна Павловна Горячева — прототип Аннушки из романа «Мастер и Маргарита» и других произведений Михаила Афанасьевича Булгакова. Персонаж известен по крылатой фразе «Аннушка уже разлила масло». Анна Горячева была соседкой («Аннушка из 34-й квартиры») по коммунальной квартире четы Булгаковых, проживавших с 1921 по 1924 год по адресу: г. Москва, ул. Большая Садовая, 10 (Булгаковский дом).
В 2006 году правнук Анны Горячевой из Швейцарии принёс в Музей Булгакова фотографию своей прабабушки. Фотокарточку повесили на «коммунальной кухне» музея. В домовой книге за 1924 год Анна Горячева значится как «безработная, на иждивении мужа», хотя мужа никто не видел. Зато были сыновья, младшего Шуру регулярно била.
Из воспоминаний писателя Владимира Лёвшина:

Сухонькая женщина, прозванная Чумой, «мелькавшая ежедневно то с бидоном, то с сумкой», постоянно тревожит его воображение. Появление её всегда знаменует начало неприятностей. Иногда образ Аннушки расчленяется, и отдельные свойства её переходят к другим персонажам. Так, нигде не упоминаемое Булгаковым бельмо Аннушки неожиданно обнаруживается у приспешника Воланда, Азазелло. 
Из дневника Булгакова, запись от 29 октября 1923 г.: 

 «Сегодня впервые затопили. Я весь вечер потратил на замазывание окон. Первая топка ознаменовалась тем, что знаменитая Аннушка оставила на ночь окно в кухне настежь открытым. Я положительно не знаю, что делать со сволочью, что населяет эту квартиру…»
Из воспоминаний первой жены Булгакова Татьяны Лаппы: 

«А на той стороне коридора, напротив, жила такая Горячева Аннушка. У неё был сын, и она все время его била, а он орал. И вообще, там невообразимо что творилось. Купят самогону, напьются, обязательно начинают драться, женщины орут: „Спасите! Помогите!“ Булгаков, конечно, выскакивает, бежит вызывать милицию. А милиция приходит — они закрываются на ключ и сидят тихо. Его даже оштрафовать хотели»

## Проявление в произведениях
В «Мастере и Маргарите» она получает прозвище «Чума»:

«Никто не знал, да, наверное, и никогда не узнает, чем занималась в Москве эта женщина и на какие средства она существовала. Известно о ней было лишь то, что видеть её можно было ежедневно то с бидоном, то с сумкой… или в нефтелавке, или на рынке, или под воротами дома, или на лестнице, а чаще всего в кухне квартиры…, где и проживала эта Аннушка… Более всего было известно, что где бы ни находилась или ни появлялась она — тотчас же в этом месте начинался скандал, и кроме того, что она носила прозвище Чума».

В «Театральном романе» элементом повседневной жизни является Аннушкин крик, доносящийся из кухни.
Аннушка Пыляева — персонаж раннего рассказа Михаила Афанасьевича «№ 13. Дом Эльпит-Рабкоммуна», растапливает буржуйку и устраивает пожар.

 «Бич дома, Пыляева Аннушка, простоволосая, кричала в пролёт удаляющемуся Нилушкину Егору:— Сволочи! Зажирели за нашими спинами!.. У-у, треклятые души! Да с места не сойти, затоплю седни»
В фельетоне «Самогонное озеро» описан быт квартиры № 50, «Павловна, Шурка, шофер, Аннушка, Аннушкин Миша».

«В десять часов вечера под светлое воскресенье утих наш проклятый коридор. В блаженной тишине родилась у меня жгучая мысль о том, что исполнилось мое мечтанье, и бабка Павловна, торгующая папиросами, умерла. Решил это я потому, что из комнаты Павловны не доносилось криков истязуемого её сына Шурки.
…И в десять с четвертью вечера в коридоре трижды пропел петух.
Петух — ничего особенного. Ведь жил же у Павловны полгода поросенок в комнате»